# ヴァネッサ・ラム
ヴァネッサ・ラム(英語: Vanessa Lam, 1995年6月19日 - )は、アメリカ合衆国出身の女性フィギュアスケート選手(女子シングル)。
2010/2011 ISUジュニアグランプリチェコスケート優勝。

## 経歴
1995年生まれ。5歳のとき姉と一緒にスケートをはじめる。2005年から年少クラスの全米選手権予選に出場し、翌シーズンからは昇級しつつ本選進出を続ける。
2009-10年シーズンの全米選手権でジュニアクラス8位にはいり、ナショナルチームに最も低い選手格付けながら選出され、翌2010-11年シーズンのジュニアグランプリシリーズ最終戦での国際競技会デビューを優勝で飾る。
2011-12年シーズンはブリスベン大会で3位、オーストリア大会で優勝し、ジュニアグランプリファイナルに出場し5位。全米選手権で9位となり、世界ジュニア選手権に初出場。
2012-13年シーズンの全米選手権は、膝と臀部の負傷のために欠場。

## 主な戦績
| 大会/年             | 2008-09 | 2009-10 | 2010-11 | 2011-12 | 2012-13 | 2013-14 |
| ------------------- | ------- | ------- | ------- | ------- | ------- | ------- |
| 全米選手権          | 9 J     | 8 J     | 7       | 9       |         | 20      |
| フィンランディア杯  |         |         |         |         |         | 5       |
| 世界Jr.選手権       |         |         |         | 13      |         |         |
| JGPファイナル       |         |         |         | 5       |         |         |
| JGPクールシュヴェル |         |         |         |         | 4       |         |
| JGPオーストリア     |         |         |         | 1       |         |         |
| JGPブリスベン       |         |         |         | 3       |         |         |
| JGPチェコスケート   |         |         | 1       |         |         |         |

### 詳細
| 2013-2014 シーズン  |                                          |          |          |           |
| 開催日              | 大会名                                   | SP       | FS       | 結果      |
| 2014年1月5日 - 12日 | 全米フィギュアスケート選手権（ボストン） | 18 48.98 | 19 83.23 | 20 132.21 |
| 2013年10月4日 - 6日 | 2013年フィンランディア杯（エスポー）     | 3 56.31  | 6 95.97  | 5 152.28  |

| 2012-2013 シーズン   |                                                            |         |         |          |
| 開催日               | 大会名                                                     | SP      | FS      | 結果     |
| 2012年8月22日 - 26日 | ISUジュニアグランプリ クールシュヴェル（クールシュヴェル） | 5 48.40 | 3 92.49 | 4 140.89 |

| 2011-2012 シーズン      |                                                                 |          |          |           |
| 開催日                  | 大会名                                                          | SP       | FS       | 結果      |
| 2012年2月27日 - 3月4日  | 2012年世界ジュニアフィギュアスケート選手権（ミンスク）          | 11 48.82 | 13 90.12 | 13 138.94 |
| 2012年1月22日 - 29日    | 全米フィギュアスケート選手権（サンノゼ）                        | 7 54.57  | 9 103.05 | 9 157.62  |
| 2011年12月8日 - 11日    | 2011/2012 ISUジュニアグランプリファイナル（ケベック・シティー） | 3 54.34  | 5 91.28  | 5 145.62  |
| 2011年9月28日 - 10月2日 | ISUジュニアグランプリ オーストリア（インスブルック）            | 4 50.35  | 1 106.23 | 1 156.58  |
| 2011年9月7日 - 11日     | ISUジュニアグランプリ ブリスベン（ブリスベン）                  | 3 49.28  | 4 96.20  | 3 145.48  |

| 2010-2011 シーズン    |                                                       |         |          |          |
| 開催日                | 大会名                                                | SP      | FS       | 結果     |
| 2011年1月23日 - 30日  | 全米フィギュアスケート選手権（グリーンズボロ）        | 6 57.61 | 7 105.30 | 7 162.91 |
| 2010年10月14日 - 15日 | ISUジュニアグランプリ チェコスケート （オストラヴァ） | 1 53.05 | 2 103.36 | 1 156.41 |

| 2009-2010 シーズン   |                                                            |         |         |          |
| 開催日               | 大会名                                                     | SP      | FS      | 結果     |
| 2010年1月20日 - 22日 | 全米フィギュアスケート選手権 ジュニアクラス （スポケーン） | 6 48.49 | 8 73.30 | 8 121.79 |

| 2008-2009 シーズン   |                                                               |          |         |          |
| 開催日               | 大会名                                                        | SP       | FS      | 結果     |
| 2009年1月18日 - 25日 | 全米フィギュアスケート選手権 ジュニアクラス（クリーブランド） | 11 39.25 | 9 72.43 | 9 111.68 |

## プログラム使用曲
| シーズン  | SP                                                                                             | FS |
| --------- | ---------------------------------------------------------------------------------------------- | --- |
| 2013-2014 | イルミネーション 作曲：シークレット・ガーデン                                                  | 映画『アーティスト』サウンドトラックより 作曲：ルドヴィック・ブールス                                          |
| 2012-2013 | ロマンス、民族の祝祭 映画『馬あぶ』サウンドトラックより 作曲：ドミートリイ・ショスタコーヴィチ | 映画『アーティスト』サウンドトラックより 作曲：ルドヴィック・ブールス                                          |
| 2011-2012 | コン・テ・パルティロ 作曲：フランチェスコ・サルトリ 振付 : ディアンネ・デレーブ＝チャップマン  | パガニーニの主題による狂詩曲 作曲：セルゲイ・ラフマニノフ                                                      |
| 2010-2011 | コン・テ・パルティロ 作曲：フランチェスコ・サルトリ 振付 : ディアンネ・デレーブ＝チャップマン  | 序奏とロンド・カプリチオーソ 死の舞踏 作曲：カミーユ・サン＝サーンス 振付 : ディアンネ・デレーブ＝チャップマン |
| 2009-2010 | ウエスト・サイド物語より 作曲：レナード・バーンスタイン                                        | 序奏とロンド・カプリチオーソ 死の舞踏 作曲：カミーユ・サン＝サーンス 振付 : ディアンネ・デレーブ＝チャップマン |
| 2008-2009 | Fascination Moulin Rouge/Paris Canaille 演奏：アンドレ・リュウ                                 | 眠れる森の美女 作曲：ピョートル・チャイコフスキー 演奏：ロイヤル・コンセルトヘボウ管弦楽団                     |